# Christine Oddy
Christine Margaret Oddy (ur. 20 września 1955 w Coventry, zm. 26 lipca 2014) – brytyjska polityk i prawniczka, posłanka do Parlamentu Europejskiego III i IV kadencji.

## Życiorys
Absolwentka University College London i Birkbeck College, kształciła się również w zakresie prawa europejskiego w Brukseli. Pracowała jako nauczyciel akademicki i radca prawny.
Była działaczką Partii Pracy. Z jej ramienia w latach 1989–1999 przez dwie kadencje sprawowała mandat eurodeputowanej. W 1999 opuściła laburzystów, dołączając do Partii Zielonych. W 2001 jako niezależna bez powodzenia kandydowała do Izby Gmin.
W 2009 otrzymała odszkodowanie za niezdiagnozowanie u niej raka szyjki macicy przez lekarzy ze szpitala uniwersyteckiego w Coventry. Zmarła w 2014 na skutek nawrotu choroby nowotworowej.